# Trận bóng của những triết gia
Trận đấu bóng của những triết gia (tiếng Anh: The philosophers' football match) là một tiểu phẩm truyền hình của nhóm hề kịch Monty Python được đài WDR phát sóng năm 1972 trong loạt chương trình Gánh xiếc bay của Monty Python. Đây là một vở kịch về trận chung kết bóng đá giả tưởng của Thế vận hội Mùa hè 1972 diễn ra trên sân vận động Olympic Munchen giữa "đội tuyển bóng đá triết gia Đức" và "đội tuyển bóng đá triết gia Hy Lạp". Năm 1982, vở kịch này được đưa lại vào loạt chương trình Monty Python Live at the Hollywood Bowl.

## Nội dung
Theo lời các "bình luận viên", đội tuyển Đức ở trận bán kết đã đánh bại đội tuyển Anh với "bộ ba tiền vệ nổi tiếng" Jeremy Bentham, John Locke và Thomas Hobbes. Trong trận đấu, thay vì chơi bóng, các "cầu thủ" triết gia lại vừa bước thành vòng tròn trên sân vừa suy ngẫm về triết lý, điều này làm cho Franz Beckenbauer, cầu thủ bóng đá thực thụ duy nhất (và là "bất ngờ của trận đấu" theo lời bình luận viên) trở nên bối rối. Trong trận đấu Nietzsche bị phạt thẻ vàng sau khi chỉ trích "trọng tài chính" Khổng Tử. Bàn thắng duy nhất của trận đấu được Socrates ghi vào phút 89 bằng một cú đánh đầu từ đường chuyền của Archimedes. Karl Marx phản đối bàn thắng vì cho rằng Socrates đã rơi vào thế việt vị.

## Diễn viên
- John Cleese vai Archimedes
- Eric Idle vai Socrates
- Graham Chapman vai Friedrich Hegel
- Michael Palin vai Friedrich Nietzsche
- Terry Jones vai Karl Marx
- Terry Gilliam vai Immanuel Kant

| Đội tuyển Đức                                                                                           | Đội tuyển Hy Lạp      |
| Gottfried Leibniz                                                                                       | Platon                |
| Immanuel Kant                                                                                           | Epictetus             |
| Friedrich Hegel (đội trưởng)                                                                            | Aristoteles           |
| Arthur Schopenhauer                                                                                     | Sophocles             |
| Friedrich Schelling                                                                                     | Empedocles            |
| Franz Beckenbauer                                                                                       | Plotinus              |
| Karl Jaspers                                                                                            | Epicurus              |
| Friedrich Schlegel                                                                                      | Heraklitus            |
| Ludwig Wittgenstein                                                                                     | Democritus            |
| Friedrich Nietzsche                                                                                     | Socrates (đội trưởng) |
| Martin Heidegger                                                                                        | Archimedes            |
| Thay người                                                                                              |                       |
| Karl Marx (thay Wittgenstein trong hiệp 2)                                                              |                       |
| Huấn luyện viên                                                                                         |                       |
| Martin Luther                                                                                           |                       |
| Trọng tài                                                                                               |                       |
| - Khổng Tử (trọng tài chính) - Thomas Aquinas (trọng tài biên) - Augustine thành Hippo (trọng tài biên) |                       |